# Nokia 3210
Nokia 3210 var en populær mobiltelefon fra Nokia som blev solgt første gang den 18. marts 1999. Med over 160 millioner solgte enheder, regnes den som en af de mest populære mobiltelefoner gennem tiderne. Den var for øvrigt en af de allerførste mobiltelefoner som ikke havde udstikkende antenne, samt en af de første med aktiv ordforslag (T9-ordbog).